# Astonishing Panorama of the Endtimes
«Astonishing Panorama of the Endtimes» es un sencillo de Marilyn Manson, de género: "Metal Industrial"/"Rock Alternativo". Se estrenó en noviembre de 1999 y es la banda sonora de la serie: "Celebrity Deathmatch". Su duración es de 3 minutos, 30 segundos. Salió por primera vez en el álbum en vivo de Marilyn Manson: "The Last Tour on Earth".

## Vídeo musical
Como se mencionó antes, el track es para la serie de parodias de MTV: Celebrity Deathmatch. Por lo tanto, Marilyn Manson no hizo tomas raras ni grotescas, como acostumbraba. Los personajes son de caricatura computarizada. El look de la caricatura de Marilyn Manson, es igual a Omega, el alter ego andrógino de Manson de los sencillos del álbum Mechanical Animals. También, al principio aparecen personajes de la Celebrity Deathmatch.